# Isabelle Mir
Isabelle Mir (* 2. März 1949 in Saint-Lary-Soulan, Hautes-Pyrénées) ist eine ehemalige französische Skirennläuferin.

## Biografie
Mirabelle, wie sie sehr häufig genannt wurde, gewann bei den Olympischen Winterspielen 1968 in Grenoble in der Abfahrt die Silbermedaille hinter der Österreicherin Olga Pall. Im Slalom wurde sie Fünfte, im Riesenslalom Sechste. Bei den Skiweltmeisterschaften 1970 in Gröden gewann sie in der Abfahrt eine weitere Silbermedaille, diesmal hinter der Schweizerin Annerösli Zryd. Bei den Olympischen Winterspielen 1972 in Sapporo verpasste sie die Medaillen knapp und wurde Vierte.
Im Skiweltcup war sie ebenfalls erfolgreich. 1968 konnte sie den Abfahrtsweltcup für sich entscheiden, auch wenn sie diesen Erfolg mit der punktgleichen Olga Pall teilen musste. 1970 konnte sie ihren Erfolg wiederholen, diesmal mit deutlichem Abstand vor Annie Famose. Insgesamt gewann sie neun Weltcuprennen (acht Abfahrten und ein Riesenslalom). Von 1967 bis 1972 wurde sie zehnmal französische Meisterin (4× Kombination, 3× Abfahrt, 2× Riesenslalom und 1× Slalom). Am 31. Januar 1970 gewann sie den Slalom in Grindelwald, womit sie auch Kombinationszweite wurde (diese beide Ergebnisse zählten nicht zum Weltcup). Im Januar 1973 beendete sie ihre Sportkarriere.

## Erfolge

### Olympische Spiele (auch WM)
- Grenoble 1968: 2. Abfahrt, 5. Slalom, 6. Riesenslalom
- Sapporo 1972: 4. Abfahrt

### Weltmeisterschaften
- Gröden 1970: 2. Abfahrt

### Weltcupwertungen
Isabelle Mir gewann zweimal die Disziplinenwertung in der Abfahrt.
| Saison  | Gesamt | Gesamt | Abfahrt | Abfahrt | Riesenslalom | Riesenslalom | Slalom | Slalom |
| Saison  | Platz  | Punkte | Platz   | Punkte  | Platz        | Punkte       | Platz  | Punkte |
| ------- | ------ | ------ | ------- | ------- | ------------ | ------------ | ------ | ------ |
| 1967    | 4.     | 115    | 2.      | 47      | 7.           | 22           | 4.     | 46     |
| 1968    | 2.     | 159    | 1.      | 70      | 6.           | 41           | 7.     | 48     |
| 1968/69 | 9.     | 85     | 2.      | 60      | 14.          | 17           | 19.    | 9      |
| 1969/70 | 8.     | 100    | 1.      | 75      | –            | –            | 15.    | 25     |
| 1970/71 | 3.     | 133    | 4.      | 55      | 5.           | 48           | 12.    | 30     |
| 1971/72 | 10.    | 89     | 5.      | 63      | 15.          | 11           | 12.    | 15     |
| 1972/73 | 31.    | 15     | 13.     | 12      | –            | –            | 22.    | 3      |

### Weltcupsiege
Mir errang insgesamt 26 Podestplätze, davon 9 Siege:
| Datum             | Ort              | Land       | Disziplin    |
| ----------------- | ---------------- | ---------- | ------------ |
| 10. März 1967     | Franconia        | USA        | Abfahrt      |
| 27. Januar 1968   | Saint-Gervais    | Frankreich | Abfahrt      |
| 9. März 1968      | Abetone          | Italien    | Abfahrt      |
| 25. Januar 1969   | Saint-Gervais    | Frankreich | Abfahrt      |
| 9. Januar 1970    | Grindelwald      | Schweiz    | Abfahrt      |
| 15. Januar 1970   | Bad Gastein      | Österreich | Abfahrt      |
| 21. Februar 1970  | Jackson Hole     | USA        | Abfahrt      |
| 19. Dezember 1970 | Val-d’Isère      | Frankreich | Abfahrt      |
| 12. Februar 1971  | Mont Sainte-Anne | Kanada     | Riesenslalom |